# Grevillea petrophiloides
Grevillea petrophiloides,  es una especie de arbusto  del gran género  Grevillea perteneciente a la familia  Proteaceae. Es originaria de Australia Occidental. 

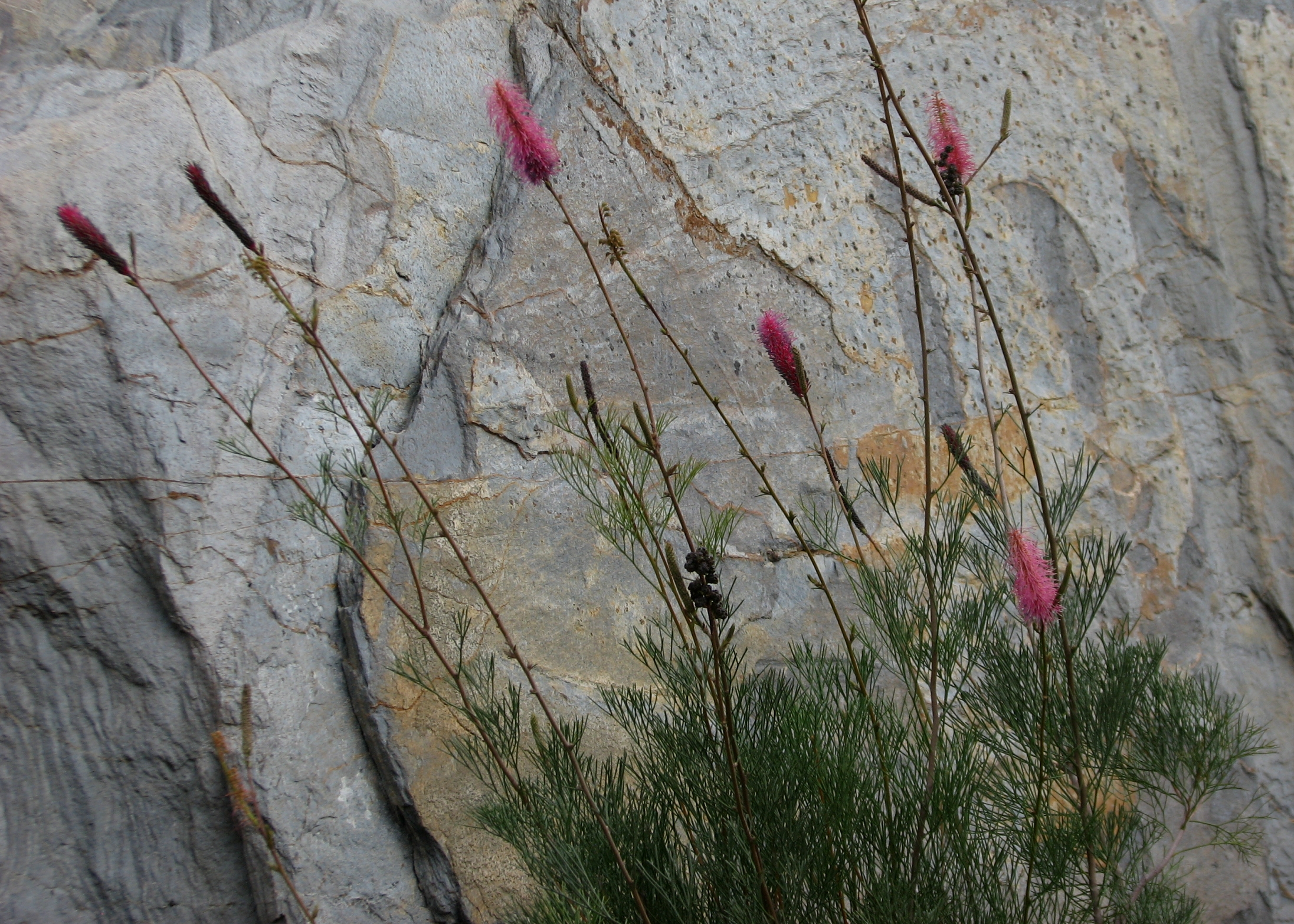
En su hábitat

## Descripción
Alcanza de 1 a 3 metros de altura con hojas delgada, como agujas y densas y cilíndricas flores.  Grevillea petrophiloides se desarrolla en áreas rocosas y arenosas.

## Taxonomía
Grevillea petrophiloides fue descrita por Carl Meissner y publicado en Plantae Preissianae 2: 257. 1848.
Etimología
Grevillea, el nombre del género fue nombrado en honor de Charles Francis Greville, cofundador de la Royal Horticultural Society.

El epíteto específico de  "petrophiloides" le llega de la semejanza de sus hojas con el género  Petrophile.
Subespecies
- Grevillea petrophiloides subsp. magnifica McGill.
- Grevillea petrophiloides subsp. remota (Olde & Marriott) Makinson

Sinonimia
- Grevillea magnifica (McGill.) Olde & Marriott
- Grevillea magnifica subsp. remota Olde & Marriott	[2]